# Ian Macneil
Ian Roderick Macneil (Barra, 20 de junho de 1929 — Barra, 16 de março de 2010) foi um jurista estado-unidense de origem escocesa.

## Biografia
Filho de Robert Lister Macneil, de família nobre escocesa, Ian Macneil fez seu bacharelado em artes na Universidade de Vermont em Sociologia (1950) e seu bacharelado em Direito (Bachelor of Laws) na Universidade de Harvard (concluído em 1955), onde teve a oportunidade de estudar direito contratual com o jurista Lon Fuller. Em 1959, torna-se professor da Universidade Cornell. Em 1972, passa a ser professor da Universidade de Virgínia e, em 1980, finalmente, obtém o cargo na Universidade Northwestern, onde torna-se professor emérito e permanece até sua aposentadoria.

## Legado
Macneil é conhecido mundialmente por sua teoria do contrato relacional.

## Algumas obras
Macneil escreveu inúmeros artigos, textos e obras, eminentemente sobre o direito contratual. Algumas dessas obras são:
- 'When Acceptance Becomes Effective' in R.B. Schlesinger (Ed) Formation of Contracts: A Study of the Common Core of Legal Systems (Oceana Pubs: Dobbs Ferry, 1968) (em inglês)
- 'Whither Contracts?' (1969) 21 Journal of Legal Education 403 (em inglês)
- 'Restatement (Second) of Contracts and Presentiation' (1974) 60 Virginia Law Review 589 (em inglês)
- 'The Many Futures of Contracts' (1974) 47 Southern California Law Review 691 (em inglês)
- 'A Primer of Contract Planning' (1975) 48 Southern California Law Review 627 (em inglês)
- 'Contracts: Adjustment of Long-Term Economic Relations Under Classical, Neoclassical, and Relational Contract Law' (1978) 72 Northwestern University Law Review 854 (em inglês)
- Contracts: Exchange Transactions and Relations, 2d edn (Foundation Press: Mineola, 1978) (1a ed., 1971) (em inglês)
- The New Social Contract (Yale UP: New Haven, Conn, 1980) (em inglês)
- 'Economic Analysis of Contractual Relations: Its Shortfalls and the Need for a "Rich Classifactory Apparatus"' (1981) 75 Northwestern University Law Review 1018 (em inglês)
- 'Efficient Breach: Circles in the Sky' (1982) 68 Virginia Law Review 947 (em inglês)
- 'Values in Contract: Internal and External' (1983) 78 Northwestern University Law Review 340 (em inglês)
- 'Reflections on Relational Contract' (1985) 141 Journal of Institutional and Theoretical Economics 541 (em inglês)
- 'Exchange Revisited: Individual Utility and Social Solidarity' (1986) 96 Ethics 567 (em inglês)
- 'Relational Contract Theory as Sociology: A reply to Professors Lindenberg and de Vos' (1987) 143 Journal of Institutional and Theoretical Economics 272 (em inglês)
- 'Contract Remedies: A Need for a Better Efficiency Analysis' (1988) 144 Journal of Institutional and Theoretical Economics 6 (em inglês)
- American Arbitration Law: Reformulation – Nationalisation – Internationalisation (OUP: Oxford, 1992)(em inglês)
- (com R.E. Speidel e T.J. Stipanowich) Federal Arbitration Law: Agreements, Awards and Remedies Under the Federal Arbitration Act (5 vols) (Little, Brown: Boston, 1994) (em inglês)
- 'Contracting Worlds and Essential Contract Theory' (2000) 9 Social and Legal Studies 431 (em inglês)
- 'Relational Contract Theory: Challenges and Queries' (2000) 94 Northwestern University Law Review 877 (em inglês)
- 'Reflections on Relational Contract Theory after a Neo-classical Seminar' in H. Collins, D. Campbell and J. Wightman (Eds), The Implicit Dimensions of Contract (Hart: Oxford, 2003) (em inglês)